# Brug 2217
Brug 2217 is een driedelig bouwkundig kunstwerk in Amsterdam-Oost.
Het is een van de vijf bruggen die de wijk Bajeskwartier moeten ontsluiten. Ze is gelegen in de Dijkmeerlaan, een straat die de wijk van oost naar west doorsnijdt. Ze vormt als zodanig de verbinding tussen de H.J.E. Wenckebachweg en de Spaklerweg, de twee belangrijkste verkeersaders alhier. Voor die verbinding zijn drie kunstwerken nodig; de wijk wordt namelijk omringd door een gracht en tussen wijk en Spaklerweg ligt dan ook het dijklichaam van de Spoorlijn Amsterdam - Elten, traject Amsterdam-Utrecht.
Omdat die gracht er al lag uit de tijd van de Bijlmerbajes (gevangeniseiland) werden voor het bouwverkeer al in 2021 door K. Dekker Bouw & Infra twee onderbouwen van bruggen neergelegd: brug 2215 en 2217. Het ontwerp voor de bruggen is afkomstig van VenhoevenCS, die ook de Brug 2189 (Amstelstroombrug) ontwierp. In 2020 werd al de Onderdoorgang Amstelstroomlaan, ontworpen door A&E Architecten, opgeleverd.
De brug kreeg strikt gescheiden voet-, fiets- en autodekken; ze worden gescheiden door openingen in het brugdek. Voor de leuningen en balustraden zullen oude gevangenisonderdelen worden gebruikt en na afbouw worden nestkastjes voor vogels gemonteerd. In de middenberm komt dan nog een groenstrook, zodat de brug onderdeel kan worden van het ecolint Watergraafsmeer – Amsterdamse Bos. Een soortgelijke opzet schreef VernhoevenCS voor Brug 2189 (Amstelstroombrug). De brug wordt afgebouwd in 2025 als de wijk Bajeskwartier klaar of bijna klaar is.